# Пророк, Иво
Иво Пророк (чеш. Ivo Prorok; 28 декабря 1969, Карвина, Чехословакия) — бывший чешский хоккеист, нападающий. В составе сборной Чехии — серебряный призёр чемпионата мира 2006 года.

## Биография
Иво Пророк начал свою хоккейную карьеру в 1988 году. Играл в низших чехословацких лигах за Карвину и Табор. В сезоне 1991/92 дебютировал в первой лиге за «Литвинов». В этом клубе он провёл большую часть своей карьеры. Помимо чешской Экстралиги Пророк также играл в Швейцарии, Словакии и Дании. В 2014—2018 годах был главным тренером швейцарского клуба Ленцерхайде-Вальбелла, в котором провёл последние два сезона своей карьеры.
За сборную Чехии выступал с 1992 по 2006 год. Самым главным достижением Пророка является серебряная медаль чемпионата мира 2006 года.
В январе 2006 года Пророк в результате конфликта напал на свою жену, была вызвана полиция и начато расследование, но до суда дело не дошло.
В сентябре 2006 года Пророк был сбит таксистом, получил сотрясение мозга и множественные ушибы. Из-за этого вынужден был пропустить начало сезона 2006/07.

## Достижения
- Серебряный призёр чемпионата мира 2006
- Серебряный призёр чешской Экстралиги 1997 и 2006

## Статистика
Без учёта выступлений в низших швейцарских лигах в качестве играющего тренера
- Чешская экстралига — 688 игр, 488 очков (213+275)
- Чешская первая лига — 19 игр, 7 очков (3+4)
- Чешская вторая лига — 40 игр, 44 очка (12+32)
- Чемпионат Словакии — 39 игр, 19 очков (8+11)
- Чемпионат Дании — 29 игр, 20 очков (10+10)
- Швейцарская национальная лига Б — 36 игр, 45 очков (14+31)
- Евролига — 6 игр, 5 очков (0+5)
- Сборная Чехословакии — 2 игры
- Сборная Чехии — 22 игры, 4 шайбы
- Всего за карьеру — 881 игра, 264 шайбы